# Catocala puerpera
Catocala puerpera är en fjärilsart som beskrevs av Giorna 1791. Catocala puerpera ingår i släktet Catocala och familjen nattflyn. Inga underarter finns listade i Catalogue of Life.

## Bildgalleri

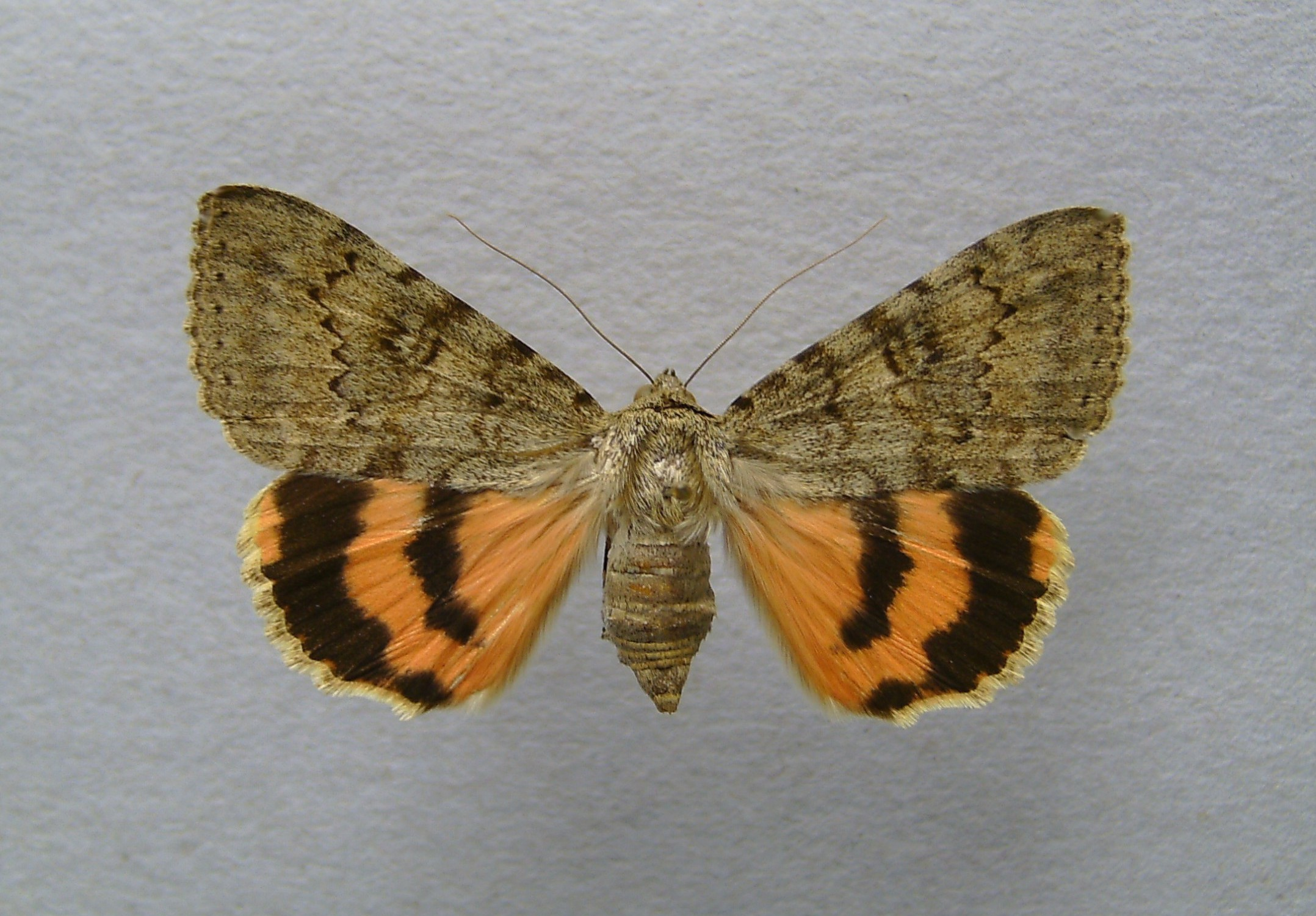